# Reach (Royaume-Uni)
Pour les articles homonymes, voir Reach.
Reach est un village et une paroisse civile du Cambridgeshire, en Angleterre. Il est situé dans l'est du comté, à une dizaine de kilomètres à l'ouest de la ville de Newmarket. Administrativement, il relève du district du East Cambridgeshire.
La fortification anglo-saxonne du Devil's Dyke a son extrémité occidentale à Reach.

## Toponymie
Reach dérive du vieil anglais reconstitué *rǣc qui désigne un élément de paysage linéaire, en référence au Devil's Dyke. Il est attesté dans le Domesday Book, compilé en 1086, sous la forme Reche.

## Histoire
La paroisse civile de Reach est créée en 1954 à partir d'une partie des paroisses voisines de Swaffham Prior et Burwell.

## Démographie
Au recensement de 2011, la paroisse civile de Reach comptait 358 habitants.
| Année | Population |
| ----- | ---------- |
| 1951  | 300        |
| 1961  | 269        |
| 2011  | 358        |